# Айбервилл
А́йбервилл (англ. Iberville Parish, фр. Paroisse d'Iberville) — приход штата Луизиана, США. Официально образован в 1807 году. По состоянию на 2010 год, численность населения составляла 33 387 человек. Назван в честь Пьера Лемуана д’Ибервиля.

## География
По данным Бюро переписи США, общая площадь прихода равняется 1 691,272 км2, из которых 1 603,212 км2 — суша, и 88,060 км2, или 5,200 %, — это водоёмы.

## Население
По данным переписи населения 2000 года на территории прихода проживает 33 320 жителей в составе 10 674 домашних хозяйства и 8016 семей. Плотность населения составляет 21,00 человек на км2. На территории прихода насчитывается 11 953 жилых строения, при плотности застройки около 7,00-ми строений на км2. Расовый состав населения: белые — 49,26 %, афроамериканцы — 49,70 %, коренные американцы (индейцы) — 0,18 %, азиаты — 0,26 %, гавайцы — 0,01 %, представители других рас — 0,14 %, представители двух или более рас — 0,45 %. Испаноязычные составляли 1,03 % населения независимо от расы.
В составе 36,20 % из общего числа домашних хозяйств проживают дети в возрасте до 18 лет, 49,50 % домашних хозяйств представляют собой супружеские пары, проживающие вместе, 20,40 % домашних хозяйств представляют собой одиноких женщин без супруга, 24,90 % домашних хозяйств не имеют отношения к семьям, 21,90 % домашних хозяйств состоят из одного человека, 8,50 % домашних хозяйств состоят из престарелых (65 лет и старше), проживающих в одиночестве. Средний размер домашнего хозяйства составляет 2,81 человека, и средний размер семьи 3,29 человека.
Возрастной состав прихода: 26,20 % моложе 18 лет, 10,50 % от 18 до 20, 31,30 % от 25 до 34, 21,50 % от 45 до 64 и 10,70 % от 65 и старше. Средний возраст жителя прихода 34 лет. На каждые 100 женщин приходится 99,80 мужчин. На каждые 100 женщин старше 18 лет приходится 98,50 мужчин.
Средний доход на домохозяйство прихода составлял 29 039 USD, на семью — 34 100 USD. Среднестатистический заработок мужчины был 32 074 USD против 20 007 USD для женщины. Доход на душу населения составлял 13 272 USD. Около 19,00 % семей и 23,00 % общего населения находились ниже черты бедности, в том числе — 30,00 % молодежи (тех, кому ещё не исполнилось 18 лет) и 18,00 % тех, кому было уже больше 65 лет.